# دهستان اسکل‌آباد
دهستان اسکل‌آباد نام دهستانی در بخش مرکزی شهرستان تفتان، استان سیستان و بلوچستان در ایران است. براساس سرشماری مرکز آمار ایران در سال ۱۳۹۵، جمعیت آن ۶۰۱۵ نفر (۱۸۰۰ خانوار) بوده است.